# Тимирязевский (Ростовская область)
Тимиря́зевский — посёлок в Азовском районе Ростовской области.
Входит в состав Кулешовского сельского поселения.

## География
Посёлок находится на расстоянии 15 км (по дорогам) к юго-востоку от города Азов, административного центра района.

## Население
| 1989 | 2002 | 2010 |
| ---- | ---- | ---- |
| 596  | ↗599 | ↘565 |

## Улицы
- ул. Кольцевая,
- ул. Молодёжная,
- ул. Новая,
- ул. Садовая,
- пер. Строителей.